# Manolo Flores
Manuel « Manolo » Flores Sánchez, né le 23 juillet 1951, à Mérida, en Espagne, est un ancien joueur et entraîneur espagnol de basket-ball. Il évolue durant sa carrière au poste d'ailier.

## Palmarès
- Finaliste du championnat d'Europe 1973
- Coupe des coupes 1985
- Coupe intercontinentale 1985